# Auditore

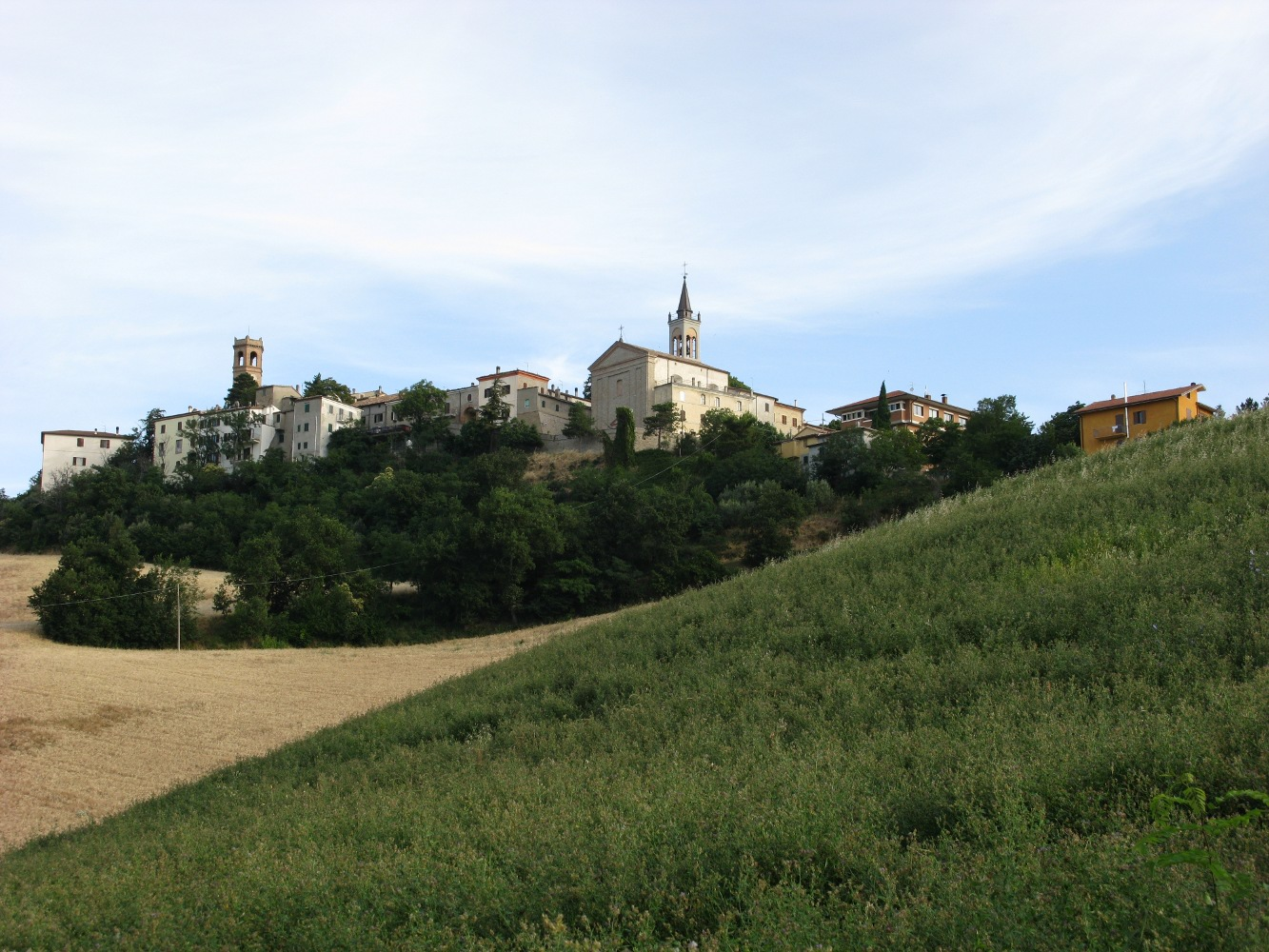
Panorama von Auditore

Auditore (im gallomarkesischen Dialekt: l’Auditór) ist eine Fraktion der italienischen Gemeinde Sassocorvaro Auditore in der Provinz Pesaro und Urbino in den Marken. Auditore liegt etwa 28,5 Kilometer westsüdwestlich von Pesaro und etwa zwölf Kilometer nordnordwestlich von Urbino.
Die zuvor selbständige Gemeinde Auditore wurde am 1. Januar 2019 mit der Gemeinde Sassocorvaro zur neuen Gemeinde Sassocorvaro Auditore zusammengeschlossen. Die Gemeinde Auditore hatte zuletzt 1543 Einwohner (Stand 31. Dezember 2017) auf einer Fläche von 20,30 km². Die Gemeinde gehörte zur Comunità montana del Montefeltro und grenzte unmittelbar an die Provinz Rimini. Der Foglia bildete die südliche Gemeindegrenze.